# You Again
You Again is een Amerikaanse romantische komedie uit 2010 onder de regie van Andy Fickman met in de hoofdrollen Jamie Lee Curtis, Sigourney Weaver en Kristen Bell. You Again kreeg in Nederland een direct-to-DVD-uitgifte onder distributie van Walt Disney Studios Motion Pictures.

## Verhaal
Marni is een met acne doorzeefde, bril- en beugeldragende scholier en haar leven wordt alleen maar moeilijker gemaakt door de populaire meisjes. Jaren later, in 2010, is ze een succesvolle directrice en onlangs gepromoveerd naar een positie in New York. Voordat ze aan haar nieuwe baan begint, vliegt ze terug naar haar geboortestad voor de bruiloft van haar broer. Eenmaal aangekomen komt ze erachter dat haar broer gaat trouwen met haar aartsvijand van de middelbare school, Joanna...

## Rolverdeling
| Acteur            | Personage          |
| ----------------- | ------------------ |
| Kristen Bell      | Marni Olivia Olsen |
| Odette Annable    | Joanna Clark       |
| Jamie Lee Curtis  | Gail Byer Olsen    |
| Sigourney Weaver  | tante Ramona       |
| Betty White       | oma Bunny          |
| James Wolk        | Will Olsen         |
| Billy Unger       | Ben Olsen          |
| Kristin Chenoweth | Georgia King       |
| Kyle Bornheimer   | Tim                |
| Christine Lakin   | Taylor             |
| Victor Garber     | Mark Olsen         |
| Cloris Leachman   | oma Helen          |
| Sean Wing         | Charlie            |
| Patrick Duffy     | Ritchie Phillips   |
| Jenna Leigh Green | Heather            |

## Prijzen en nominaties
Prijzen (2011)
- De Young Artist Award voor Beste acteur - jonger dan 10 (Billy Unger)